# Tienhoven (Stichtse Vecht)
Pour les articles homonymes, voir Tienhoven.
Tienhoven est un village situé dans la commune néerlandaise de Stichtse Vecht, dans la province d'Utrecht. Le 1er janvier 2004, le village comptait 440 habitants.

## Histoire
Tienhoven fut une commune indépendante jusqu'au 1er juillet 1957, date de son rattachement à la commune de Maarssen.